# Кагошима (префектура)
Кагошима (на японски: 鹿児島県, по английската Система на Хепбърн Kagoshima-ken, Кагошима-кен) е една от 47-те префектури на Япония. Кагошима е с население от 1 786 214 жители (2000 г.) и има обща площ от 9132,42 км². Едноименният град Кагошима е административният център на префектурата.